# Edward Hubert Butler Sr.
Edward Hubert Butler Sr. (5 septembre 1850 - 9 mars 1914) était un journaliste américain qui fut le fondateur du journal le Buffalo Evening News en 1873. 

## Biographie

### Journaliste
Edward Hubert Butler est né en 1850 à LeRoy, dans le comté de Genesee, New York et fréquente les écoles locales. Son père D.F. Butler qui était un ancien résident du village de LeRoy, décéde alors qu'Edward H. était jeune. Ce dernier a donc dû aider sa mère, veuve à subvenir aux besoins de la famille.
Sa carrière dans l'information commence dès l'adolescence au journal local LeRoy Gazette (à Le Roy, New York ). Il passe ensuite avant sa majorité au Scranton Times comme rédacteur en chef de la ville et au même poste chez Scranton Free Press pendant deux années puis au Post.

### Fondateur du Buffalo Evening News
À 22 ans, Butler déménage à Buffalo (New York) en 1873 et y fonder un nouveau journal le Buffalo Sunday News qui devient rapidement un succès. Six ans plus tard, il fonde le Bradford Sunday News (1879) qu'il conserve quatre années avant le vendre afin de mieux s'occuper du Buffalo Evening News. Le 11 octobre 1880 sort le premier numéro du Buffalo Evening News et le succès est là, les ventes sont de près de 7000 exemplaires rien que dans la rue. Son coût n'est que de 1 cent contre le double ou le triple pour ses concurrents. Atteignant les 20000 exemplaires, le journal devient rapidement le plus vendu entre New York et Chicago. L'édition dominicale du journal continue alors d'être publiée sous son nom et les deux journaux sont membres de l'United Press dont Edward H. Butler est vice-président.
E.H. Butler est aussi nommé président en 1901, à sa création, de l'organisation Associated Newspaper of Buffalo.

### Vie publique
Butler s'est très fortement impliqué dans plusieurs sujets tels que la discipline dans la prison Elmira Reformatory et l'élargissement du canal Érié car il pensait que cela apporterait énormément à la ville .
Il est aussi président du directoire de la Bibliothèque Grosvenor Library, directeur de la Buffalo Society of Natural Sciences et président du conseil de la Normal School pendant plus de vingt ans. Il s'engage dès son arrivée au conseil de cette dernière école à œuvrer pour la construction d'un  nouveau bâtiment pour le State Normal School de Buffalo. Il pose la première pierre du nouveau bâtiment du State Normal School (maintenant le Grover Cleveland High School) et la truelle dont il s'est servi ce 9 octobre 1913 a été conservée puis utilisée en le 9 octobre 1929 par son fils pour la pose de la première pierre du bâtiment du New York State College For Teachers de Buffalo. Il a aussi été administrateur de la State Normal School.
Il travaille beaucoup sur les transports. Ainsi il a milité aussi pour l'ouverture de nouvelles routes et autoroutes autour de Buffalo. En 1888, il fait partie de la commission sur l'établissement d'une nouvelle gare de passagers (Union Passenger Depot) et de la direction exécutive de cette commission. Il a été membre de la Grade Crossing Commission dès sa création et durant près de 26 ans en en étant un des membres les plus éminents,. Le but de cette commission était d'améliorer tous les passages à niveau traversant Buffalo pour les sécuriser ou de les éliminer.
En 1897, le Dr Roswell Park et Edward H. Butler demandent au parlement de l'État de New York de fournir une subvention pour établir un centre de recherche sur le cancer à l'Université de Buffalo. Grâce au lobbying de Butler, le gouverneur Frank S. Black signe la facture allouant les fonds nécessaires le 29 avril 1898. Cela donne naissance au laboratoire de Pathologie de l'État de New York à l'université de Buffalo. Ce laboratoire, connu désormais sous le nom de Roswell Park Cancer Institute devient le premier centre de recherche créé dans le monde spécifiquement dédié au cancer,.

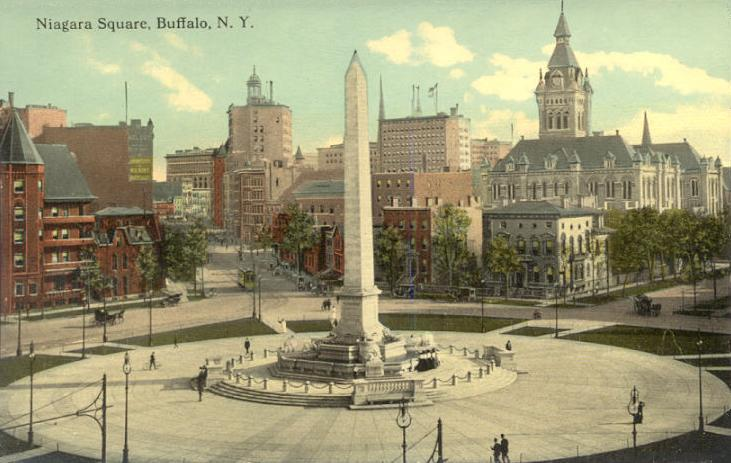
Carte postale de 1912 de Niagara Square, Buffalo, New York avec l'obélisque en mémoire de William McKinley

En septembre 1901, le président américain William McKinley est assassiné à Buffalo par un anarchiste.  L'État de New York attribue alors 100 000$ pour ériger un monument en son honneur. Edward H. Butler a été le président et le directeur exécutif de la commission établie à cet effet. En étaient membres aussi George E. Matthews (comme secrétaire), John G. Milburn, Wilson S. Bissell (tous deux de Buffalo), et E. W. Curtice (de Fredonia).
 
En 1913, pour fêter le centenaire de la victoire de Perry lors de la bataille du lac Érié, une commission est organisée avec comme président Edward H. Butler. Cette commission reçoit la délégation de la flotte qui a fait le trajet historique jusqu'à Buffalo et Butler les reçoit en adressant ses félicitations au navire amiral le Niagara de Perry le 2 septembre. Il y fait notamment un discours dans lequel il rappelle à quel point il s'intéressait à la citoyenneté de la population de couleur de Buffalo qui était composée de citoyens énergiques, loyaux et toujours utiles.

### Politique
Politiquement, Butler était un républicain et impliqué dans la politique de l'État (avec le Conseil des électeurs de l'État de New York). Il a été électeur au collège électoral de l'élection présidentielle de 1896 et de celle de 1900.  Il a été délégué à la Convention nationale républicaine de 1908.

## Famille
Butlter Sr. épouse Mary Elizabeth Barber en 1871 (elle était de West Pittston), fille du major William D. Barber. Elle meurt en 1893. Ils étaient les parents de 4 enfants dont 2 ont survécu à leur père (un fils et une fille). Leur fils, Edward Hubert Butler Jr., qui était propriétaire de deux stations de radio locales, lui succéde à la tête du journal en 1914 comme éditeur et rédacteur en chef du Evening News.
La famille Butler a fait construire au 522 Delaware Avenue (Buffalo) une maison de style architectural Queen Ann. En 1908, il achète le palais appartenant à George Williams au 672 Delaware Avenue de Buffalo. Il y a vécu de 1909 à 1914.
Bien que résidant à Buffalo, E.H. Butler Sr avait conservé une maison à LeRoy et aussi acheté la maison Lampson sur Main Street ainsi qu'une maison pour ses diligences et carossesLynne Belluscio, « Edward Butler's Park Drag », LeRoy Pennysaver & News,‎ 19 août 2012 (lire en ligne, consulté le 9 juillet 2021). Une de ses diligence préférée était un park drag commandé et construit chez F & R Shanks de Londres (Royaume-Uni) vers 1880. Shanks était un des deux fabricants les plus réputés d'Angleterre.
Edward Hubert Butler est mort à Buffalo, New York, le 9 mars 1914 d'une infection.  Son entreprise d'édition a été laissée à son fils.
Il a été inhumé au Forty Fort Cemetery (Forty Fort, Pa).

## Héritage
- La bibliothèque EH Butler du Buffalo State College a été inaugurée en 1950[23].
- Edward H Butler Foundation (Buffalo, New York) - fondé 1958 -  Private Grantmaking Foundations (T20)[24]

## Publications
- (en) Edward H. Butler, Record of campaign of the Buffalo news, for Hon. Chauncey M. Depew, Buffalo (N.Y.), A.T. Brown Print House, 1905, 76 p. (OCLC 925371176)